# Élections législatives de 2012 dans le Gers
Les élections législatives françaises de 2012 se déroulent les 10 et 17 juin 2012. Dans le département du Gers, non concerné par le redécoupage électoral, deux députés sont à élire dans le cadre de deux circonscriptions.

## Élus
| Circonscription | Député sortant   | Parti | Parti | Député élu ou réélu | Parti | Parti |
| --------------- | ---------------- | ----- | ----- | ------------------- | ----- | ----- |
| 1re             | Philippe Martin  |       | PS    | Philippe Martin     |       | PS    |
| 2e              | Gisèle Biémouret |       | PS    | Gisèle Biémouret    |       | PS    |

## Résultats

### Résultats à l'échelle du département
| Parti          | Parti                             | Premier tour | Premier tour | Second tour | Second tour | Sièges |
| Parti          | Parti                             | Voix         | %            | Voix        | %           | Sièges |
| -------------- | --------------------------------- | ------------ | ------------ | ----------- | ----------- | ------ |
|                | Parti socialiste                  | 42 677       | 47,49        | 24 937      | 59,38       | 2      |
|                | Europe Écologie Les Verts         | 3 248        | 3,61         |             |             | 0      |
|                | Majorité présidentielle           | 45 925       | 51,11        | 24 937      | 59,38       | 2      |
|                |                                   |              |              |             |             |        |
|                | Union pour un mouvement populaire | 18 764       | 20,88        | 17 060      | 40,62       | 0      |
|                | Parti radical                     | 6 558        | 7,30         |             |             | 0      |
|                | Divers droite dont DLR et PCD     | 1 107        | 1,23         | 0           |             |        |
|                | Nouveau centre                    | 1 004        | 1,12         | 0           |             |        |
|                | Droite parlementaire              | 27 433       | 30,53        | 17 060      | 40,62       | 0      |
|                |                                   |              |              |             |             |        |
|                | Front national                    | 9 137        | 10,17        |             |             | 0      |
|                | Front de gauche                   | 5 101        | 5,68         | 0           |             |        |
|                | Extrême gauche dont LO et NPA     | 1 287        | 1,43         | 0           |             |        |
|                | Mouvement démocrate               | 645          | 0,72         | 0           |             |        |
|                | Alliance écologiste indépendante  | 334          | 0,37         | 0           |             |        |
|                |                                   |              |              |             |             |        |
| Inscrits       | Inscrits                          | 143 808      | 100,00       | 70 130      | 100,00      | 2      |
| Abstentions    | Abstentions                       | 51 812       | 36,03        | 26 181      | 37,33       |        |
| Votants        | Votants                           | 91 996       | 63,97        | 43 949      | 62,67       |        |
| Blancs et nuls | Blancs et nuls                    | 2 134        | 2,32         | 1 952       | 4,44        |        |
| Exprimés       | Exprimés                          | 89 862       | 97,68        | 41 997      | 95,56       |        |

### Résultats par circonscription

#### Première circonscription (Auch)
|                | Philippe Martin sortant réélu | PS             | 23 651 | 52,36  |  |  |  |
|                | Douce de Franclieu            | UMP            | 9 453  | 20,93  |  |  |  |
|                | Marcelle Girot                | RBM (FN)       | 4 424  | 9,79   |  |  |  |
|                | Maryse Dellac                 | FG (PCF)       | 2 556  | 5,66   |  |  |  |
|                | Philippe Le Goanvic           | EÉLV           | 1 642  | 3,64   |  |  |  |
|                | Éliane Crepel                 | CpF (MoDem)    | 1 004  | 2,22   |  |  |  |
|                | Florence Giroir               | PRV            | 734    | 1,63   |  |  |  |
|                | Jean Falco                    | ALT (NPA, GA)  | 590    | 1,31   |  |  |  |
|                | Sylvie Cabella                | DLR            | 576    | 1,28   |  |  |  |
|                | Annie-Claude Prévot           | LFA (AÉI)      | 334    | 0,74   |  |  |  |
|                | Jean-Louis Chareton           | LO             | 204    | 0,45   |  |  |  |
|                |                               |                |        |        |  |  |  |
| Inscrits       | Inscrits                      | Inscrits       | 73 647 | 100,00 |  |  |  |
| Abstentions    | Abstentions                   | Abstentions    | 27 270 | 37,03  |  |  |  |
| Votants        | Votants                       | Votants        | 46 377 | 62,97  |  |  |  |
| Blancs et nuls | Blancs et nuls                | Blancs et nuls | 1 209  | 2,61   |  |  |  |
| Exprimés       | Exprimés                      | Exprimés       | 45 168 | 97,39  |  |  |  |

#### Deuxième circonscription (Condom)
| Candidat       | Candidat                         | Parti          | Premier tour | Premier tour | Second tour | Second tour |  |
| Candidat       | Candidat                         | Parti          | Voix         | %            | Voix        | %           |  |
| -------------- | -------------------------------- | -------------- | ------------ | ------------ | ----------- | ----------- |  |
|                | Gisèle Biémouret sortante réélue | PS             | 19 026       | 42,57        | 24 937      | 59,38       |  |
|                | Gérard Dubrac                    | UMP            | 9 311        | 20,83        | 17 060      | 40,62       |  |
|                | Michel Gabas                     | PRV            | 5 824        | 13,03        |             |             |  |
|                | Thierry Umber                    | RBM (FN)       | 4 713        | 10,55        |             |             |  |
|                | Bruno Gabriel                    | FG (PCF) (PG)  | 2 545        | 5,69         |             |             |  |
|                | Françoise Dubos                  | EÉLV           | 1 606        | 3,59         |             |             |  |
|                | France Joubert                   | CpF (MoDem)    | 645          | 1,44         |             |             |  |
|                | Bruno Dienot                     | DLR            | 531          | 1,19         |             |             |  |
|                | Gaël Schultz                     | NPA (GA, ALT)  | 313          | 0,70         |             |             |  |
|                | Anne Bourguignon                 | LO             | 180          | 0,40         |             |             |  |
|                |                                  |                |              |              |             |             |  |
| Inscrits       | Inscrits                         | Inscrits       | 70 161       | 100,00       | 70 130      | 100,00      |  |
| Abstentions    | Abstentions                      | Abstentions    | 24 542       | 34,98        | 26 181      | 37,33       |  |
| Votants        | Votants                          | Votants        | 45 619       | 65,02        | 43 949      | 62,67       |  |
| Blancs et nuls | Blancs et nuls                   | Blancs et nuls | 925          | 2,03         | 1 952       | 4,44        |  |
| Exprimés       | Exprimés                         | Exprimés       | 44 694       | 97,97        | 41 997      | 95,56       |  |